# 愛こんにちは
「愛こんにちは」（あいこんにちは）は1974年に製作された日本映画。製作は東宝映画。配給は東宝。劇場未公開。

## 概要
南の島から日本にやって来た春花。彼女の父は、日本の大企業の社長。同じ頃、香港の大富豪の娘・玲紅が失踪する…。

## キャスト
- 黄春花・章玲紅：チェン・チェン
- 山口一郎：三田明
- 青木信夫：荒谷公之
- 北原美保：有吉ひとみ
- 北原邦子：柳川慶子
- 北原マユミ：米田奈々子
- 茂：鈴木ヒロミツ
- 田中専務：藤木悠
- 福田常務：田中志幸
- 中根弁護士：名古屋章
- 星島徹：立花直樹
- 社員：北浦昭義、中西英介
- 探偵：二瓶正也
- 同僚：丸岡将一郎、勝部義夫
- 秘書：泉芙美子、川上まり
- 健太：手塚義明
- そば屋の店員：大泉滉
- 刑事：草川直也、鈴木治夫、小松英三郎
- 金魚屋：夏木順平
- 陳：藤村有弘
- ロバート：マリオ・モソテ

## スタッフ
- 監督：山本邦彦
- 製作：安武龍
- 脚本：井手俊郎
- 音楽：小室等、瀬尾一三
- 撮影：安本英
- 美術：樋口幸男
- 録音：増尾鼎
- 照明：小島正七
- 編集：小川信夫
- 助監督：橋本幸治
- 製作担当者：村上久之
- スチール：中尾孝